# SN 2005ln
SN 2005ln – supernowa typu Ia odkryta 20 listopada 2005 roku w galaktyce A002700-0035. W momencie odkrycia miała maksymalną jasność 20,40m.